# Матейконис
Матейконис (лит. Mateikonys — небольшое село в Шальчининкском районе Вильнюсского уезда Литвы, в 1 км к северо-востоку от Эйшишкеса. Рядом протекает река Версека и расположен пруд Матейконис.

## Население
|                  | 1905 год | 1921 год | 1959 год | 1970 год | 1979 год | 1989 год | 2001 год | 2011 год | 2021 год |
| ---------------- | -------- | -------- | -------- | -------- | -------- | -------- | -------- | -------- | -------- |
| Кол-во населения | 44       | 55       | 45       | 94       | 140      | 170      | 177      | 160      | 146      |